# Otto Forberg

Hugo Jüngst, Fremdländische Volksweisen, 1910

Otto Forberg war ein Musikverlag in Leipzig von 1887 bis 1940.

## Geschichte
1887 gründete Otto Forberg (1862–1941) das Unternehmen Otto Forberg (vormals Thiemer’s Verlag), aus der Leipziger Niederlassung des Verlags von Hugo Thiemer aus Hamburg.  Er stammte wahrscheinlich aus der Familie des Leipziger Musikverlegers Robert Forberg.
In dem Verlag erschienen zahlreiche Noten vor allem für Pianoforte oder Geige, aber auch Orgelwerke von Max Reger, Josef Rheinberger, Joseph Haas, Carl Reinecke und anderen.
1940 kaufte Carl Wilhelm Günther den Verlag, und gliederte ihn in den Friedrich Hofmeister Musikverlag ein.